# Plakala bih i bez suza
Plakala bih i bez suza är Suzana Jovanovićs fjärde studioalbum. Det var hennes första album som släpptes just inom Zam Production, år 1997.

## Låtlista
1. Plakala bih i bez suza (Jag grät utan tårar)
2. Zavodnik (Förförare)
3. Imati pa nemati (Att ha och inte)
4. Dar mar
5. Džabe care (Vård för ingenting)
6. Skini veo zaborava (Ta av glömskans slöja)
7. Ne sme ništa da me slomi (Säg inte något att bryta mig)
8. Prosjaci ljubavi (Tiggare älskar)